# Katariya
Katariya é uma vila no distrito de Ambedaker Nagar, no estado indiano de Uttar Pradesh.

## Demografia
Segundo o censo de 2001, Katariya tinha uma população de 3888 habitantes. Os indivíduos do sexo masculino constituem 54% da população e os do sexo feminino 46%. Katariya tem uma taxa de literacia de 69%, superior à média nacional de 59.5%: a literacia no sexo masculino é de 76% e no sexo feminino é de 60%. Em Katariya, 13% da população está abaixo dos 6 anos de idade.